# Lac Capitachouane
Lac Capitachouane är en sjö i Kanada.   Den ligger i regionen Abitibi-Témiscamingue och provinsen Québec, i den sydöstra delen av landet, 300 km norr om huvudstaden Ottawa. Lac Capitachouane ligger 424 meter över havet. Arean är 11,4 kvadratkilometer. Den sträcker sig 9,2 kilometer i nord-sydlig riktning, och 5,0 kilometer i öst-västlig riktning.
I omgivningarna runt Lac Capitachouane växer i huvudsak blandskog. Trakten runt Lac Capitachouane är nära nog obefolkad, med mindre än två invånare per kvadratkilometer.